# Sončev mrk 30. marca 2052
V soboto, 30. marca 2052 se bo na luninem padnem vozlu zgodil popolni Sončev mrk. Sončev mrk nastane, ko Luna prečka črto med Zemljo in Soncem delno ali popolno za opazovalca na Zemlji. Popolni mrk se zgodi, ko je lunin navidezni premer večji kot sončev, kar ovira sončevo svetlobo na Zemljo in spremeni dan v temo. Popolnost se zgodi le na ozkem predelu Zemljine površine, delnost pa se razširja na več tisoč kilometrih.
Pot popolnosti bo prečkala srednjo Mehiko in jugovzhodne države Združenih držav. Delni mrk bodo videli po skoraj celi Severni Ameriki in severnem delu Južne Amerike. To bo 2. popolni mrk, ki bo viden iz Floride in jugozahodne Georgie v zadnjih 7 letih. To bo tudi prvi popolni sončev mrk iz 130. sončevega sarosa v 223 sinodskih mesecih.

## Povezani mrki

### Sončevi mrki v obdobju 2051–2054
Ta mrk je del semestrskih serij. Mrk v ciklu Sončevih mrkov se ponovi na približno vsakih 177 dni in 4 ur (en semester) na izmeničnih vozlih Luninega tira.
| Niz sončevih mrkov v obdobju 2051-2054 | Niz sončevih mrkov v obdobju 2051-2054 | Niz sončevih mrkov v obdobju 2051-2054 | Niz sončevih mrkov v obdobju 2051-2054 | Niz sončevih mrkov v obdobju 2051-2054 |
| -------------------------------------- | -------------------------------------- | -------------------------------------- | -------------------------------------- | -------------------------------------- |
| Padni vozel                            | Padni vozel                            |                                        | Dvižni vozel                           | Dvižni vozel                           |
| Saros                                  | Zemljevid                              | Saros                                  | Zemljevid                              |                                        |
| 120                                    | 11. april 2051 Delni                   | 125                                    | 4. oktober 2051 Delni                  |                                        |
| 130                                    | 30. marec 2052 Popolni                 | 135                                    | 22. september 2052 Kolobarjasti        |                                        |
| 140                                    | 20. marec 2053 Kolobarjasti            | 145                                    | 12. september 2053 Popolni             |                                        |
| 150                                    | 9. marec 2054 Delni                    | 155                                    | 2. september 2054 Delni                |                                        |

### 130. saros
Ta mrk je del 130. saroškega cikla, ki se ponovi na vsakih 18 let, 11 dni in po navadi vključuje 73 mrkov. Serija se je začela z delnim sončevim mrkom 20. avgusta 1096. Vsebuje popolne mrke od 5. aprila 1475 pa do 18. julija 2232. V tej seriji ni nobenih kolobarjastih mrkov. Serija se konča na 73. mrku, ki bo delni mrk 25. oktobra 2394. Najdaljše trajanje popolnosti je bilo 11. julija 1619 (6 minut in 41 sekund). Vsi mrki v tej seriji se zgodijo na luninem padnem vozlu.
| Člani serije med 1853 in 2300 (43.-56.) | Člani serije med 1853 in 2300 (43.-56.) | Člani serije med 1853 in 2300 (43.-56.) |
| 43                                      | 44                                      | 45                                      |
| --------------------------------------- | --------------------------------------- | --------------------------------------- |
| 30. november 1853                       | 12. december 1871                       | 22. december 1889                       |
| 46                                      | 47                                      | 48                                      |
| 3. januar 1908                          | 14. januar 1926                         | 25. januar 1944                         |
| 49                                      | 50                                      | 51                                      |
| 5. februar 1962                         | 16. februar 1980                        | 26. februar 1998                        |
| 52                                      | 53                                      | 54                                      |
| 9. marec 2016                           | 20. marec 2034                          | 30. marec 2052                          |
| 55                                      | 56                                      | 57                                      |
| 11. april 2070                          | 21. april 2088                          | 3. maj 2106                             |
| 58                                      | 59                                      | 60                                      |
| 14. maj 2124                            | 25. maj 2142                            | 4. junij 2160                           |
| 61                                      | 62                                      | 63                                      |
| 16. junij 2178                          | 26. junij 2196                          | 8. julij 2214                           |
| 64                                      | 65                                      | 66                                      |
| 18. julij 2232                          | 30. julij 2250                          | 9. avgust 2268                          |
| 67                                      |                                         |                                         |
| 20. avgust 2286                         |                                         |                                         |

### Metonov cikel
Metonov niz ponovi mrke na vsakih 19 let (6939,69 dni). Traja približno 5 ciklov. Mrki se zgodijo v skoraj enakem koledarskem datumu. Oktonski podnizi se ponovijo na 1/5 časa trajanja Metonovega cikla, oziroma na vsakih 3,8 let (1387,94 dni).

| 21 mrkov med 12. junijem 2029 in 12. junijem 2105 | 21 mrkov med 12. junijem 2029 in 12. junijem 2105 | 21 mrkov med 12. junijem 2029 in 12. junijem 2105 | 21 mrkov med 12. junijem 2029 in 12. junijem 2105 | 21 mrkov med 12. junijem 2029 in 12. junijem 2105 |
| 11.-12. junij                                     | 30.-31. marec                                     | 16. januar                                        | 4.-5. november                                    | 23.-24. avgust                                    |
| 118                                               | 120                                               | 122                                               | 124                                               | 126                                               |
| ------------------------------------------------- | ------------------------------------------------- | ------------------------------------------------- | ------------------------------------------------- | ------------------------------------------------- |
| 12. junij 2029                                    | 30. marec 2033                                    | 16. januar 2037                                   | 4. november 2040                                  | 23. avgust 2044                                   |
| 128                                               | 130                                               | 132                                               | 134                                               | 136                                               |
| 11. junij 2048                                    | 30. marec 2052                                    | 16. januar 2056                                   | 5. november 2059                                  | 24. avgust 2063                                   |
| 138                                               | 140                                               | 142                                               | 144                                               | 146                                               |
| 11. junij 2067                                    | 31. marec 2071                                    | 16. januar 2075                                   | 4. november 2078                                  | 24. avgust 2082                                   |
| 148                                               | 150                                               | 152                                               | 154                                               |                                                   |
| 11. junij 2086                                    | 31. marec 2090                                    | 16. januar 2094                                   | 4. november 2097                                  |                                                   |